# Hrvatska narodna milicija (Sombor)
Somborska Hrvatska narodna milicija je bila postrojba Somborskog šanca, koji je administrativno potpadao pod Potisku vojnu krajinu sa sjedištem u Segedinu. Osnovana je prilikom obrazovanja Potiske vojne krajine na prijelazu iz 17. u 18. stoljeće, a rasformirana je prilikom razvojačenja Somborskog šanca 1745.
Milicija je sadržala i pješadijske i konjičke odrede. Glede narodnosti činili su je bunjevački Hrvati i Srbi. Neposredno zapovjedništvo nad milicijom su imali somborski kapetani, koje su uglavnom dolazili iz plemenite hrvatske obitelji Marković, čiji je rodonačelnik Dujo Marković za zasluge u borbama protiv Turaka-Osmanlija stekao dobio plemstvo 1690.
Od somborskih kapetana istaknuli su se pored Duje Markovića njegovi sinovi Đuro i Matija Marković, te Matijin sin Marko Marković, koji je poslije razvojačenja Potiske vojne krajine 1740-ih. dobio zapovjedništvo nad Brodskom tvrđom i stekao imanje Cernik u Slavoniji.